# Horsfordia newberryi
Horsfordia newberryi là một loài thực vật có hoa trong họ Cẩm quỳ. Loài này được (S. Watson) A. Gray mô tả khoa học đầu tiên năm 1887.